# 永乐御碑
永乐御碑，又名宝山御碑，位于上海市浦东新区高桥镇，2002年被列为浦东新区文物保护单位。

## 历史
明永乐十年（1412年），当是时，长江口航道风急浪高，又无信标，平江伯陈瑄提议筑土山以示往来船只。于是，在高桥东北海边筑土山，高三十丈，方各百丈，建烽堠，昼举烟，夜明火，永乐帝名之为“宝山”，亲笔撰文，刻石立碑于宝山西北处，是为“永乐御碑”，又名“宝山御碑”、“宝山烽堠碑”。这也是宝山区名字的由来。
万历十年（1582年）七月，宝山因年久失修被海潮冲垮。潮落后，当地百姓将此碑捞出，迁至东桥街清浦旧镇之桥北，建亭。民国年间，亭子倒塌，高桥乡乡董钟玉良将此碑移入高桥公园（今高桥中学）。1984年，高桥中学根据上海市文管会意见，仿照宝山制式，新建六角碑亭，把永乐御碑移入“明御碑亭”。2002年被列为浦东新区文物保护单位。
此外，宝山临江公园内有“御碑亭”一座，内有永乐御碑复制品。